# Yanagi Yutaro
Yutaro Yanagi (sinh ngày 26 tháng 6 năm 1995) là một cầu thủ bóng đá người Nhật Bản.

## Sự nghiệp câu lạc bộ
Yutaro Yanagi đã từng chơi cho YSCC Yokohama.